# 尚寧王
尚寧（琉球語：／  ?；1564年—1620年10月14日）是琉球國第二尚氏王朝第七代國王，1589年至1620年在位。神號日賀末按司添（琉球語：／ ）。他是第三代國王尚真王的曾孫尚懿的长子，同时也是第六代国王尚永王的女婿。
前國王尚永王没有儿子，于是尚宁以女婿身份袭位，尚寧任命弟弟尚宏為攝政。此時日本關白豐臣秀吉欲征朝鮮，令薩摩琉球共出兵一萬五千相助，尚寧婉拒，改為提供軍費和七千人的後勤支援。1598年，琉球赴明朝的進貢船因遇颱風漂至日本境內。初執政權的德川家康將船隻送還琉球，並要求尚寧派遣謝恩使前來致謝。琉球大臣就是否遣使一事發生很大分歧，最終尚寧接受鄭迵的建議，拒絕了這一要求。萬曆三十四年（1606年），明神宗以夏子陽、王士楨為正副冊封使至琉球國，冊封尚寧為王。 
1609年（明万历三十七年，日本庆长十四年），日本一支為數3000多人的薩摩藩軍隊在桦山久高的率领下，自九州岛山川港出发，入侵並攻佔琉球，而尚寧王等君臣百餘人也被擄到鹿兒島城。尚宁王被薩摩藩帶到江戶城，於1611年8月28日與征夷大將軍德川秀忠（德川家康次子）會面後被帶回鹿兒島。尚寧王被迫與薩摩簽訂《掟十五條》（掟十五ヶ条），承認琉球是薩摩的藩屬國，君臣發誓永遠忠於島津氏。隨後，尚寧王等人被釋返回琉球，任命天王寺長老菊隱為攝政。從此，琉球處於「中日（薩摩藩）兩屬」狀態。1613年，尚寧王被迫將奄美諸島割讓給薩摩藩。
尚寧王死後沒有按照慣例葬於第二尚氏的歷代王陵玉陵，而是葬於浦添極樂陵。其原因，一說是尚寧王因戰敗被俘自感愧見列代先王的緣故；另一說是希望歸宗於其出生的小祿御殿的緣故。

## 家族
- 父
  - 尚懿（与那城王子朝贤）
- 母
  - 首里大君按司加那志
- 妃

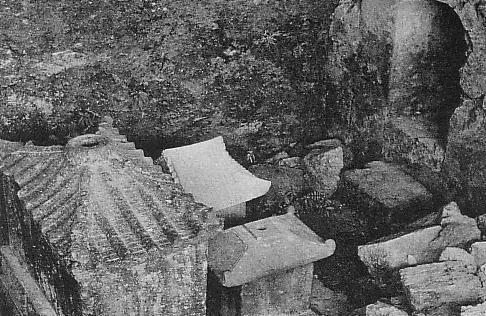
浦添極樂陵的尚寧王石棺

  - 阿應理屋惠按司加那志（童名眞錢金。號蘭叢。生壽不傳。乃尚永王之長女。康熙二年癸卯、八月七日卒。葬于天山御墓。乾隆二十四年己卯、十一月二十一日。移葬于極樂陵）
- 夫人
  - 西之按司傅氏（童名眞鍋樽金。號西月。佐邊親方傅氏厚旨傅公佐之女）
  - 安谷屋大按司志良礼章氏（童名眞鍋樽金。號凉月。中城間切、安谷屋村。章氏安谷屋親雲上之女）
- 兄弟姐妹
  - 尚宏（具志頭王子朝盛）
  - 真加戶樽金按司
- 世子
  - 尚熙（島添大里王子朝長）？[2]
  - 尚恭（浦添王子朝良。過繼。其生父為尚豐。尚寧王逝世後，因年幼，群臣擁立尚豐為王。）[3]
  - 尚丰（過繼）[4]

## 登場作品
- 「琉球之風」（1993年1月～6月、NHK大河劇，演員：澤田研二（配音：伊良波晃））